# Dimitrios Ypsilantis

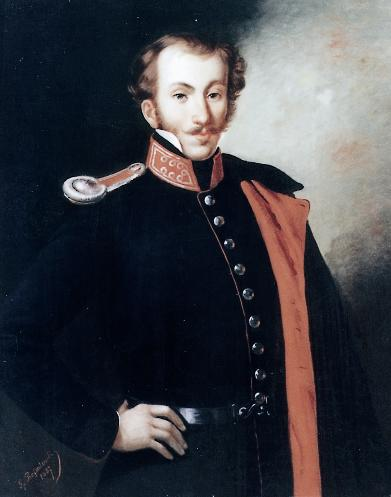
Gemälde von Spyridon Prosalentis

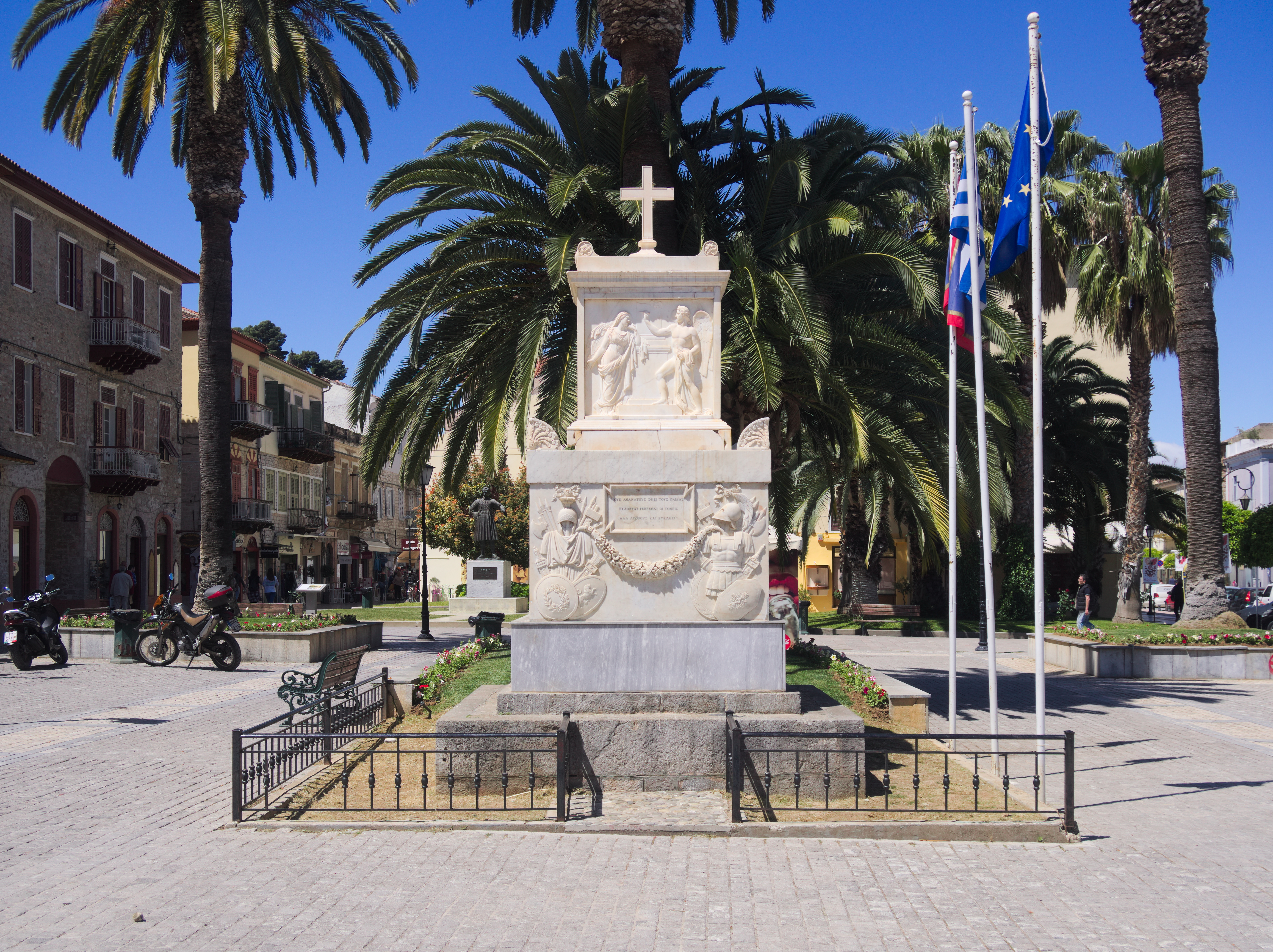
Grabmal, ab 1843 auch Grabstätte, von Ypsilantis in Nafplio

Dimitrios Ypsilantis (auch Demetrios, Demetrius, auch Ypsilanti; griechisch Δημήτριος Υψηλάντης; * 1793 in Konstantinopel; † 16. August 1832 in Nafplio) war im osmanischen Reich ein Dragoman, Offizier der russischen Zarenarmee in der Region Moldau, der erste Feldmarschall des modernen Griechenlands unter Ioannis Kapodistrias und später Politiker. Ypsilantis war ein Bruder von Alexander Ypsilantis.

## Leben
Dimitrios Ypsilantis entstammte der Phanarioten-Familie Ypsilantis und wurde 1793 als zweiter von drei Söhnen von Prinz Konstantin Ypsilantis, Fürst der Moldau und Woiwode der Walachei, geboren. Ausgebildet wurde er in Frankreich an einer Militärschule. 1814 wurde er wie sein älterer Bruder Mitglied der russischen Armee. Im gleichen Jahr ging er auf Befehl seines Bruders, der inzwischen Oberbefehlshaber der griechischen Armee war, nach Morea, wo der griechische Unabhängigkeitskrieg ausgebrochen war. Schon früh gehörte er zu den Anführern der Phanarioten, obwohl ihm die zivile Regierung unter Alexandros Mavrokordatos nicht wohlgesinnt war und Steine in den Weg legte.
Auf Betreiben Ypsilantis, der inzwischen Nachfolger seines Bruders geworden war und als Repräsentant des antiosmanischen Geheimbundes Filiki Eteria galt, kam es zur ersten griechischen Nationalversammlung, zu deren Präsident er am 15. Januar 1822 gewählt wurde. 1823 erzwang man allerdings wegen eines fehlgeschlagenen Feldzuges in Zentralgriechenland seinen Rücktritt.
1828 machte ihn Ioannis Kapodistrias zum Kommandeur der Truppen in Ostgriechenland. Am 25. September 1829 zwang er den türkischen Offizier Aslan Bey in der Schlacht von Petra zur Kapitulation und beendete damit die aktiven Kämpfe des Krieges.
Bis zu seinem Tod unterhielt Ypsilantis eine längere Liebesbeziehung zu der Freiheitskämpferin Manto Mavrogenous.

## Ehrungen
Die Ortsgemeinschaft im Gemeindebezirk Aliartos der Gemeinde Aliartos Ypsilandis in Griechenland und die Stadt Ypsilanti in Michigan ist nach Dimitrios Ypsilantis benannt.